# 第1回十字軍

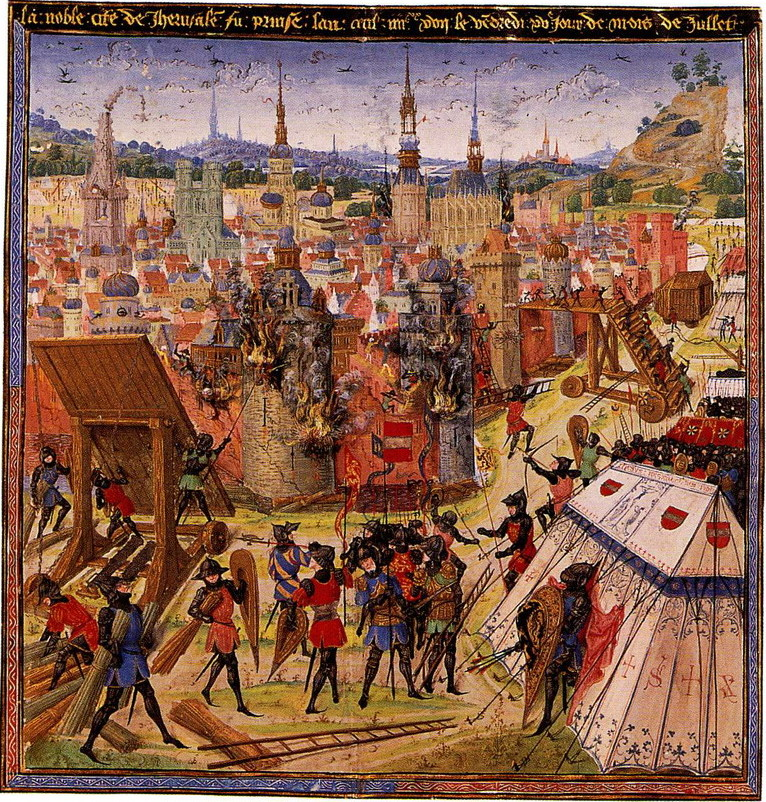
中世の写本に描かれた第1回十字軍のエルサレム攻撃

第1回十字軍（だいいっかいじゅうじぐん、1096年 - 1099年）は、1095年にローマ教皇ウルバヌス2世の呼びかけにより、キリスト教の聖地エルサレムの回復のために始められた軍事行動。クレルモンにおける教会会議の最後に行われた聖地回復支援の短い呼びかけが、当時の民衆の宗教意識の高まりとあいまって西欧の国々を巻き込む一大運動へと発展した。
十字軍運動においては、一般に考えられているような騎士たちだけではなく一般民衆もエルサレムへ向かった。彼らは戦闘の末にイスラム教徒を破って、同地を1099年7月15日に占領した。そして、エルサレム王国など「十字軍国家」と呼ばれる一群の国家群がパレスティナに出現した。西欧諸国が初めて連携して共通の目標に取り組んだという点で、十字軍運動は欧州史における重大な転換点となった。そしていわゆる「十字軍」を名乗った運動で当初の目的を達成することができたのは、この第1回十字軍が最初で最後となる。

## 歴史的背景
十字軍運動を理解するためには、まず中世初期の西欧の状況を理解する必要がある。カロリング朝の分裂後、ヴァイキングとマジャール人がキリスト教化されたことで、西ヨーロッパのカトリック教圏はようやく安定した。騎士は互いに私闘を繰り返したり、略奪により農民の生活を脅かすようになった。またこの時期に、ヨーロッパは寒冷な気候から温暖な気候に変化し（中世の温暖期）、11世紀半ば以降には農業生産力の増加、出生数の増加などが見られる時代に入りつつあった。民衆の人口増大は、商人階級の増加や下克上、盛期ロマネスク建築の大聖堂や新都市の建設、辺境への移住と開墾、聖遺物信仰や聖遺物収集熱の拡大、サンティアゴ・デ・コンポステーラやエルサレムへの巡礼などへとあふれ出した。
やがて、このエネルギーが非カトリック教徒に向けられることになる。イベリア半島で行われたレコンキスタはその代表的な動きである。また、イスラム教徒との戦闘による戦利品の獲得や略奪、人身売買という経済的な目的を見出した。ノルマン人と東方正教徒がシチリア島の支配をめぐって争い、ピサ、ジェノヴァ、アラゴンといった国々はマヨルカ島やサルデーニャ島でイスラム教徒と争い、イベリア半島の沿岸地域からイスラム教徒を駆逐した。
このように、十字軍運動が始まる前から、西欧諸国の周辺地域への寇掠は始まっていたのである。地中海における豊かなイスラム世界やビザンツ世界との争いの中で、カトリック信者の中に富貴の獲得という新たな目標が芽生え始めていた。11世紀に入ってキリスト教徒の間でエルサレムへの巡礼が流行していたこともあいまって、西欧の人々は東方へ目を向けるようになった。1074年、教皇グレゴリウス7世は「キリストの騎士たち」に向かいイスラム教徒の猛威に脅かされていた東ローマ帝国への支援を訴えたが、東ローマ帝国救援という呼びかけは西欧の人々を全く動かすことが無かった。
このような流れの中で、教皇ウルバヌス2世が訴えたエルサレム奪回という目標は、軍人に限らずカトリック諸国の広汎な人々の熱狂を呼び起こすこととなった。戦乱により育まれた軍事的な素養が、経済的な利益や宗教的情熱と結びついて燃え上がったのである。

## 11世紀後半の中近東情勢
西欧諸国とイスラム諸国の間には東ローマ帝国が存在していた。東ローマ帝国はキリスト教国ではあったが、世俗権力の下に正教という別の教派が置かれ、カトリック教会と北地中海沿岸の旧ローマ帝国支配域を二分していた。皇帝アレクシオス1世コムネノスの下で、帝国は西にカトリック教国群と隣接し、東にイスラム世界と接していた。さらに北からはスラブ人の圧迫も受けていた。アレクシオス1世はイスラム教徒に奪われた古来からの領土である小アジア（アナトリア半島）の奪還を悲願としていた。
当時のイスラム諸国は互いに争い、またセルジュークは内紛の真っ只中にあったことが、第1回十字軍の行動を成功に導いた。アナトリア半島とシリアは、中央アジア・イラン高原を本拠地とするセルジューク朝によって治められていた。セルジューク朝もかつては大帝国であったが、この時代には地方政権が割拠する分裂の時期を迎えていた。かつてセルジューク朝を統合して最盛期を現出したスルタン、アルプ・アルスラーンは1071年に東ローマ帝国軍を破りアナトリアを支配下におさめたが、1092年に次代スルタンのマリク・シャーが亡くなると、大セルジューク朝は内紛続きで分裂状態になっており、セルジューク系の各地方君主たちは互いに相手の隙につけこんでは戦う情勢だった。アナトリア方面はセルジューク朝の本家である大セルジューク朝ではなく、分家のルーム・セルジューク朝の統治下にあり、シリアを統治するセルジューク朝分家のシリア・セルジューク朝は跡を継いだ兄弟の間で深刻な対立状態にあった。
名義上はセルジューク朝の版図の一地方でありながら、実質的にセルジューク家の一族によってばらばらに支配されていたのがジャズィーラとパレスチナであった。一方、パレスチナはエジプトを主な領土とするシーア派のファーティマ朝が統治していた。ファーティマ朝は台頭してきたセルジューク朝にシリアとパレスチナを奪われて以来争いを繰り返しており、ファーティマ朝と対セルジュークで連携を取っていたアレクシオス皇帝は、十字軍にエルサレム攻撃にあたってファーティマ朝と手を組むよう勧めていた。
ムスタアリー（Al-Musta'li）に率いられていたファーティマ朝はセルジューク朝によって1076年にエルサレムを奪い取られ、十字軍到来寸前の1098年にようやく取り戻したばかりであった。ファーティマ朝の宮廷ではエルサレム占領を目指すという十字軍の意図に気づかず、エルサレムに到着する寸前までセルジューク朝そのものを攻撃に来るものとばかり考えていた。

## 十字軍運動への歴史的経緯

### クレルモン教会会議
1095年3月、アレクシオス1世はピアチェンツァ教会会議に特使を派遣、時の教皇ウルバヌス2世に対セルジューク朝戦への援助を求めた。ウルバヌス2世はこれを快く受け入れた。カトリック教会の側では常に正教会が自らへ帰属する形としての服従を望んでおり、教皇は今こそ正教会との不幸な決裂を乗り越え、ローマ教皇の下に併合される形での教会再合同の好機がおとずれたと考えた。ウルバヌス2世は1095年の春から夏にかけ、半年以上にわたりフランス中南部を遊説し、東方への軍団派遣の構想を練ってゆく。
1095年11月にフランスのクレルモンで行われた教会会議で、教皇は重大発表を行うと宣言した。発表の日、居合わせたフランスの貴族たちと聖職者に向かって教皇は、イスラム教徒の手から聖地エルサレムを奪回しようと訴えた。彼は、人口が増えすぎたフランス人にとって聖地こそがまさに「乳と蜜の流れる土地」であると訴え、この行動に参加するものには地上において天において報いが与えられること、もし軍事行動の中で命を落としても免償が与えられることを告げた。この呼びかけに居合わせた群集の熱気は高まり、「神のみむねのままに!」という叫びがこだました。
ウルバヌス2世の十字軍勧誘説教は、ヨーロッパの歴史に残る名演説の一つであるといわれるが、第1回十字軍の成功後に記録が書かれたため、実際にどんなことを教皇が言ったのか、現代では知ることが難しい。ただ一つ間違いないことは、教皇の訴えが群集の熱狂を引き起こし、教皇の意図を上回る規模の反響が起こったということである。教皇は1095年から1096年にかけて、フランス、イタリア、ドイツといった各地の司教に同じような内容の呼びかけを行わせた。
その際、この行動には女性、修道士、病気の者は参加することができないと付け加えていたが、熱狂する集団の耳には届かなかった。この呼びかけは農民や農奴も熱狂した。彼らはエルサレムへ赴くだけの蓄えも戦闘技術もなかったが、日常の抑圧から逃れたいという宗教的情熱に身を焦がし、先進的な東方文明での富貴を願っていたため、そんなことは問題ではなかった。教会の指導者や領主たちがどれだけ厳しく禁じても、熱狂的な庶民が聖地へ向かって集団移動することは止めることができなかった。

### 民衆十字軍
ウルバヌス2世の考えた十字軍計画では、軍団の出発は聖母被昇天の祝日である1096年8月15日を期していた。しかしそれより数ヶ月前に教皇の計画に入っていなかったグループ、すなわち貧しい農民や貧しい下級騎士が、勝手に集まってエルサレム目指して出発してしまっていた。彼らはアミアンのピエールなる自称修道士、隠者ピエールを指導者と仰いで聖地を目指した。大した人数は集まるまいという大方の予想を裏切り、このグループは10万人という規模に膨れ上がっていた。しかし、その多くは戦闘技術など全く知らない人々であり、子供も多く含まれていた。これを「民衆十字軍」という。十字軍とはいっても、彼らの多くは別に戦闘を望んでいたわけではなく、巡礼や略奪というくらいの気持ちで参加していたのが実情であった。
民衆十字軍は人数のみ多く、全く統制がとれていなかった。さらに（西欧出身の人々が多かったと推測されているが）参加者は独自の生活習慣に従っていたため、聖地にたどり着く前のヨーロッパの国を移動している時点でトラブルが頻発した。彼らはたどりついた町々で食料や水、各種の物資を得ようとした。略奪ではなくとも、低価格で必需品を差し出すと考えていた。しかし、突如現れた武装集団に、町の人々が温かな対応を見せる理由はなかった。これが原因となって民衆十字軍と滞在先の民衆はしばしば争いを起こした。
ドナウ川に沿って南を目指した民衆十字軍の一行だったが、大々的にハンガリー領内で略奪行動を行ったため、ハンガリー兵の攻撃を受けた。同じことがブルガリアや東ローマ帝国領内でも繰り返された。これによって参加者の1/4にものぼる人々が殺された。生き残った人々は8月にコンスタンティノープルにたどりついた。しかし、突如あらわれた多数の武装した集団に、コンスタンティノープル市民の間には緊張が高まった。当時、コンスタンティノープルにはフランスやイタリアからの騎士の軍団も集結しつつあったため、皇帝アレクシオスは厄払いとばかりに民衆十字軍の一行を首都から追い出して小アジアへ送り出した。
アナトリアを移動している間に、民衆十字軍は仲間割れを起こして小グループに分裂した。民衆十字軍は間もなくルーム・セルジューク朝の領内に入って、農村を略奪しながら首都ニカイアを目指したが、キボトシュの戦いでクルチ・アルスラーン1世率いるルーム・セルジュークのテュルク系騎兵部隊の包囲と攻撃を受け、なすすべもなくほとんどが処刑され、女は奴隷として売られた。隠者ピエールは生き残ってコンスタンチノープルに戻り、第1回十字軍の本隊に参加している。

### 反ユダヤ主義との結びつき
十字軍運動の盛り上がりは、反ユダヤ主義の高まりという側面をもたらすことにもなった。ヨーロッパでは古代以来、反ユダヤ人感情が存在していたが、十字軍運動が起こった時期には頻繁にユダヤ人共同体に対する組織的な暴力行為が行われた。十字軍の熱狂が始まったばかりの1096年の夏、ゴットシャルク、フォルクマーなどといった説教師に率いられた1万人のドイツ人たちは、ライン川周辺のヴォルムスやマインツでユダヤ人の殺害を行った。

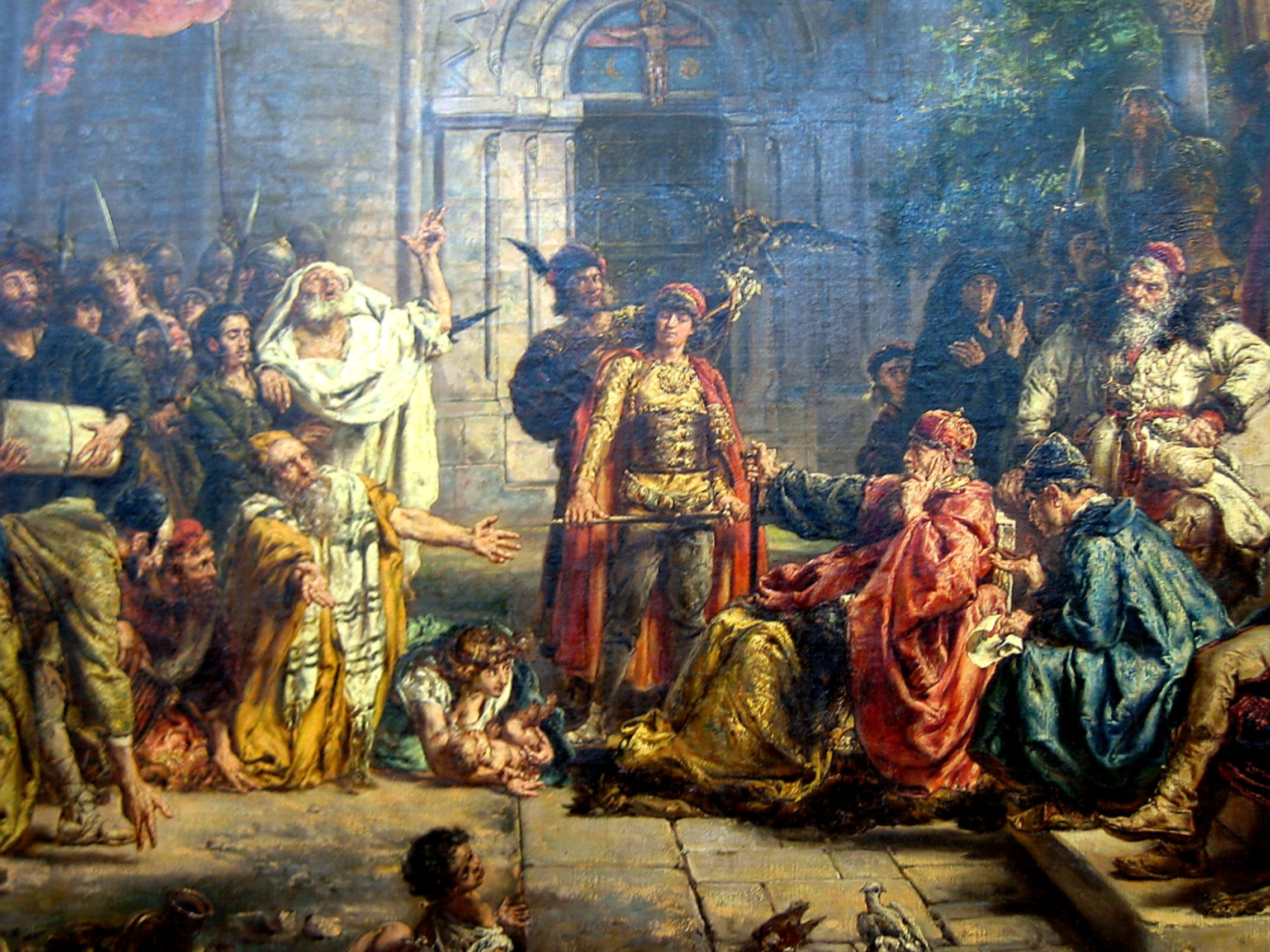
亡命ユダヤ人たちを暖かく迎え入れるポーランドの君主ヴワディスワフ1世公と息子ボレスワフ
そして、これを喜び公と神に感謝するユダヤ人たち（1096年）

この1096年の事件を逃れたドイツのユダヤ人は、宗教に寛容なポーランド王国へ逃げ込んだ。当時のポーランドの君主ヴワディスワフ1世ヘルマンとその子ボレスワフ3世クシヴォウスティは彼らを暖かく迎え入れた。ポーランドにもそれ以前から多くのユダヤ人が各地に住んでいたが、キリスト教徒との間で特筆すべきほど大きな軋轢はなかった。
十字軍運動に参加した人々は、ユダヤ人とイスラム教徒はみなキリストの敵であるといい、敵はキリスト教に改宗させるか、剣を取って戦うかしなければならないと訴えた。聴衆にとって「戦う」というのは、相手を死に至らしめることと同義であった。カトリック教徒対異教徒という構図が出来上がると、一部の人々の目に身近な異教徒であるユダヤ人の存在が映った。なぜ異教徒を倒すためにわざわざ遠方に赴かなければならないのか、ここに異教徒がいるではないか、しかもキリストを十字架につけたユダヤ人たちが、というのが彼らの考えであった。
ユダヤ人を求めてドイツ人たちはライン川をさかのぼり、大きなユダヤ人共同体のあったケルンを目指した。そこでユダヤ人たちにキリスト教に改宗するか、ユダヤ教徒のまま死ぬかの二者択一を迫った。逃げ遅れたユダヤ人の多くは死んだ。群集がユダヤ人共同体に近づくと、恐怖のあまり自ら死を選ぶものもあった。彼らはユダヤ人をキリスト教徒に改宗させる目的の他に、ユダヤ人の持っている金銭を狙っていた。したがって多額の金銭をキリスト教徒に支払うことで身の安全を確保できたユダヤ人もいた。
1096年にポーランドが亡命ユダヤ人を迎え入れたことは西ヨーロッパの各地のユダヤ人共同体に伝わり、西欧から数多くのユダヤ人がポーランドへと移住した。宗教的寛容を是としたポーランドとその為政者たちは十字軍運動の熱狂には無関心であった。
十字軍運動とは直接の関係はないが、その後、ポーランドは1264年にカリシュ市で「カリシュの法令」と呼ばれる法律を発布、ユダヤ人の権利と安全を制度的に保障した。これらの歴史的経緯によりポーランドは中世から第二次世界大戦の時代まで、ヨーロッパで最大のユダヤ人人口を抱える国（地域）であった。

### 諸侯による十字軍活動
十字軍運動の盛り上がりの中で、民衆十字軍が壊滅したが、その後に続いたのは1096年夏にヨーロッパを出発した貴族や諸侯による軍事行動である。このグループがいわゆる十字軍の本隊であり、西欧各地の多数の諸侯が集まって聖地を目指した。諸侯たちの中で特に主導的な役割を果たすことになったのは、教皇使節であったル・ピュイのアデマール司教、南フランスのプロヴァンス人諸侯のまとめ役だったトゥールーズ伯レーモン4世（レーモン・ド・サン・ジル）、南イタリアのノルマン人のまとめ役を務めたボエモンの3人であった。ほかにもロレーヌ人のゴドフロワ・ド・ブイヨン、ブローニュ伯ウスタシュ、ボードゥアンの3兄弟、フランドル伯ロベール2世、ノルマンディー公ロベール、ブロワ伯エティエンヌ2世、フランス王フィリップ1世の弟ユーグ・ド・ヴェルマンドワ（フィリップ1世は直前に破門され参加できなかったため、その代理）など、錚々たる顔ぶれが揃っていた。

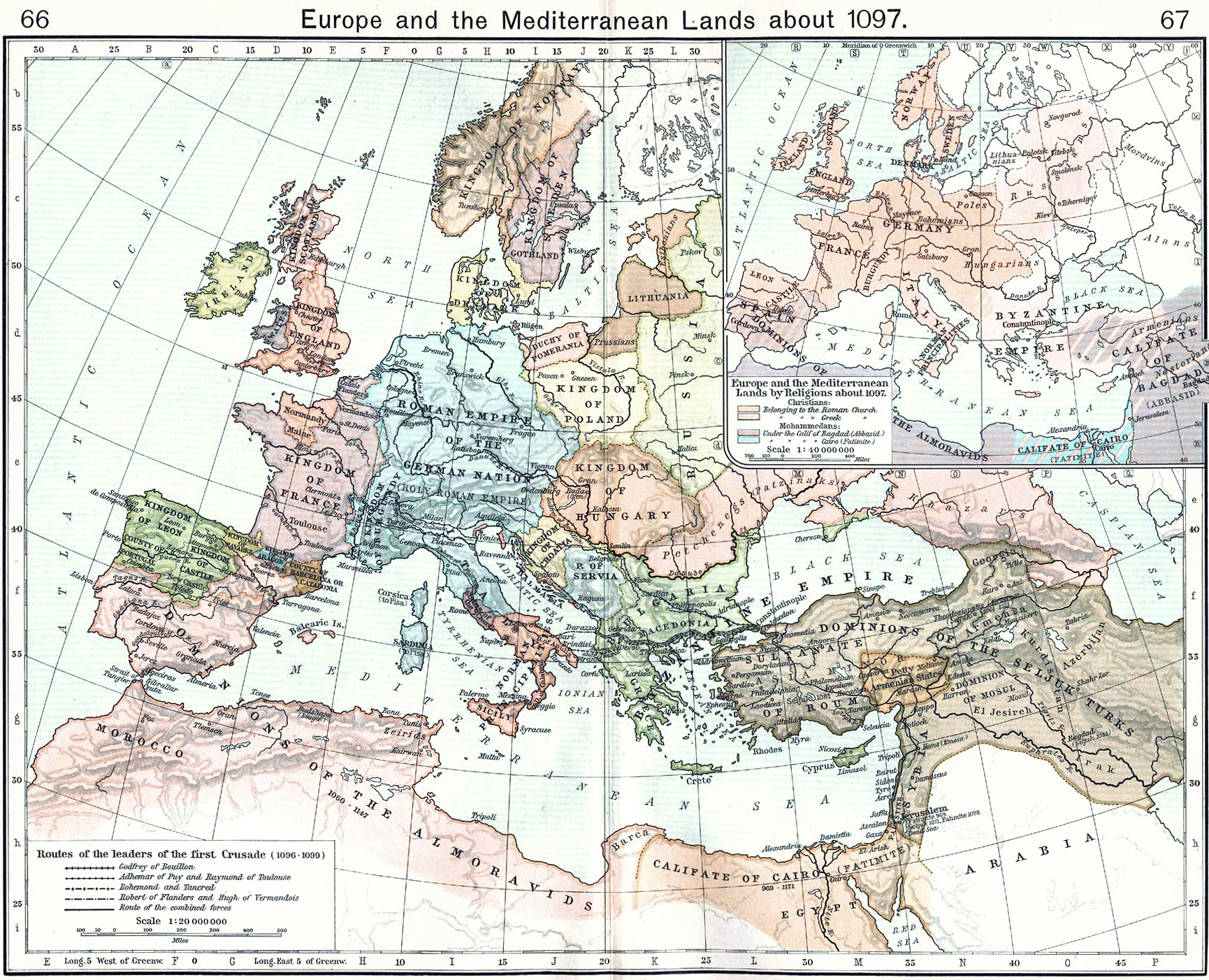
第1回十字軍時代のヨーロッパ・中東地域

### 東方への侵攻
諸侯と騎士からなる十字軍本隊は、計画通り1096年8月にヨーロッパを各自出発し、ゴドフロワ・ド・ブイヨンらはハンガリーからブルガリアを経由、ユーグ・ド・ヴェルマンドワやノルマンディー公、フランドル伯らはイタリアからアドリア海を渡り、ギリシャを東西に横断した。彼らは12月にコンスタンティノープルの城壁外に集結したが、それは民衆十字軍壊滅の2ヶ月後のことであった。この本隊にも騎士だけでなく、必要な装備にも事欠く多くの民兵が付き従っていた。民衆十字軍の壊滅から生還した隠者ピエールも、民衆十字軍の生き残りの人々と共にこの本隊に合流したが、再び雑兵の統率者に祭り上げられた。民兵は小グループに再編成されて行動した。
なんとかコンスタンティノープルにたどりついた十字軍将兵はすでに食料が乏しかったが、武装した軍隊が要求すれば皇帝アレクシオス1世から食料が提供されるものと考えていた。しかし、アレクシオス1世はまったく統制のとれていない民衆十字軍を見ていたことや、軍勢の中に南イタリアを奪った宿敵であるノルマン人のボエモンがいたため猜疑心を抱き、指導者層に向かって、食料を提供する代わりに、自分に臣下として忠誠の誓いを立て、さらに占領した土地はすべて東ローマ帝国に引き渡すことを誓うよう求めた。十字軍指導者層と皇帝の間でギリギリの駆け引きが続けられ、武器を取っての小競り合いにまでなったが、なんとか双方が妥協に至った。

### ニカイア攻囲戦
アレクシオスからアナトリアを案内する部隊を提供され、十字軍将兵はボスポラス海峡を渡り、最初の目標としていた都市ニカイアにたどりついた。ニカイアはかつてはビザンツ帝国の都市で、住民の多くはビザンツ人であったが、ルーム・セルジュークが征服、その首都となっていた。十字軍はニカイアを攻囲し、力攻めを避け、水源を封鎖して兵糧攻めを行うことにした。クルチ・アルスラーン1世はアナトリア高原のマラティヤ（メリテネ）で、当地のセルジューク系ダニシュメンド朝の王、賢者ダニシュメンド（Danishmend Gazi）と戦っていたが、重武装の大軍が首都を包囲していると聞き、あわてて引き返し戦うものの、多大な損害を出したため、城内に立て篭もるビザンツ人住民やテュルク人守備隊に東ローマ帝国への降伏を薦め、内陸深くのコンヤ（イコニウム）への退却を決めた。この状況を伝え聞いたアレクシオス1世は、十字軍がニカイアを陥落させた場合は略奪を行うに違いないと考え、ひそかに使者を派遣してニカイアの指導者に降伏するよう交渉を行った。守備隊は説得され、住民らは夜ひそかに東ローマ兵を城に入れた。
1097年6月19日の朝、街を囲んでいた十字軍将兵は目覚めて仰天した。城壁に東ローマ帝国の旗がひるがえっていたからである。この出来事は、十字軍と東ローマ帝国の関係に修復できない亀裂をもたらした。互いの不信感が決定的になったのである。十字軍はニカイアを離れ、一路エルサレムを目指した。東ローマ帝国軍は十字軍の道案内をしながら、アナトリアの西半分の領土を、分立するセルジューク系諸侯国から回復していった。一方、クルチ・アルスラーン1世はコンヤで軍勢を立て直し、セルジューク系諸侯に救援を呼びかけたが救援は無かった。

### ドリュラエウムの戦い
十字軍諸隊は、案内役の東ローマ帝国将軍タティキオス（Tatikios）の兵に伴われてコンヤへ向かう途中ドリュラエウムにいたが、その道中ボエモンの部隊がクルチ･アルスラーン1世とダニシュメンドの連合軍の急襲を受けた。他の部隊はボエモンを救出し、ドリュラエウムで戦闘状態に入った。これをドリュラエウムの戦いという。この戦いにおいてゴドフロワ・ド・ブイヨンはセルジューク軍の包囲を受けて窮地に陥ったが、教皇使節アデマールが軍勢を率いて救援に駆けつけたため救われた。セルジューク軍は、次々現れる援軍の前に、衆寡敵せず逃走した。アデマールがセルジューク軍を撃破したことで、十字軍はアンティオキア目指してアナトリアを侵攻できるようになった。
アナトリアでの進軍は十字軍将兵にとって困難なものとなった。十字軍は略奪によって物資を得たが、夏の暑さと水や食料の不足から多くの兵が倒れ、軍馬も失った。彼らはアナトリア横断に100日もかけた。十字軍全体の指揮を誰が執るのかということに関しては結論が出ることはなかった。全体の統率ができるほど強力な指導者がいなかったためであるが、全体の中ではレーモン・ド・サン・ジルとアデマールが指導者的地位を認められていた。

### エデッサ占領
アルメニア人諸侯が治めるキリキア地方を通過したところで、ブルゴーニュ伯ボードゥアンは手勢を率いて十字軍と別れ、ユーフラテス川沿いを北に進んでアルメニア人の多く住む上流部（現在のシリア北部からトルコ南東部の地方）へ向かった。1098年、エデッサ（現在のトルコ領ウルファ）にたどり着いたボードゥアンは統治者ソロスに自らを養子、後継者と認めさせることに成功した。ソロスは正教徒の統治者であり、非カルケドン派であるアルメニア正教を奉ずるアルメニア民衆からは嫌悪されていた。アルメニア人の東ローマに対する反発心も強かった。市民の暴動を引き起こしてソロスを排除すると、ボードワンはエデッサの支配者の座に就き、ここに最初の十字軍国家であるエデッサ伯国が成立した。

### アンティオキア包囲

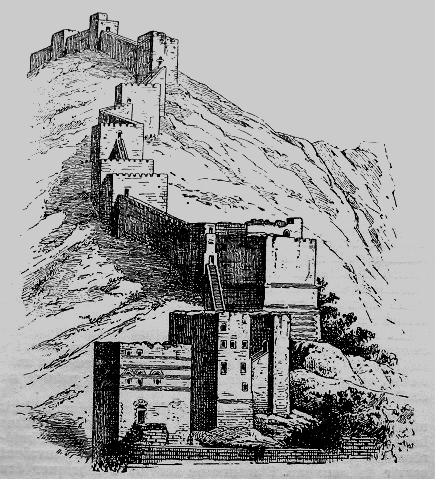
アンティオキアの城壁と背後の山

十字軍本隊は1097年10月、アンティオキアに到着、包囲した。アンティオキアの守兵は少なかったが、多くの監視塔と堅固な城壁を持ち、西はオロンテス川、東は徐々に山を形成する攻略困難な地形で、頂上には砦を持ち、落とすに難く守るに容易い都市であった。アンティオキアの周囲を全て包囲できるほど軍勢がいなかったため、都市に対する補給を許すことになり、包囲戦は8ヶ月の長きに及んだ。アンティオキアの包囲が長引き、十字軍将兵が地震と大雨に怯え、飢餓に苦しみ人肉食まで行う中で、ボエモンはアンティオキアを自らのものにする要求を公言するようになった。
領主ヤギ・シヤーンと息子シャムス・アル・ダウラは果敢な突撃を繰り返し、都市を守り抜いたが、包囲されたままの状態は打開できなかった。助けを求められた近隣の諸侯は、シリア・セルジューク朝を分裂させて戦う2人の年若い兄弟のマリク（侯）、北シリアのアレッポのリドワーンと南シリアのダマスカスのドゥカークで、どちらも頼りになる人物ではなく、2人とも一致協力して戦う気もなかった。2人は模様眺めのために軍を出すが早々に逃げ帰る。
1098年5月、モースル（現在のイラク北部）のアタベク、ケルボガ（カルブーカ）がヤギ・シヤーンの頼みに応じ、軍を率いてアンティオキア救援に出発した。しかし、途中でエデッサの十字軍攻撃に立ち寄ってみたりと一向にアンティオキアに着かず、アンティオキア側にも焦りが出た。一方、敵に援軍が来ることを察知したボエモンは、モースル軍が到着より前に陥落を急ごうと、アルメニア人衛兵を買収して城門を開かせることに成功した。6月3日、十字軍部隊はついに城内に突入し、火を放ち多数の市民を虐殺した。領主ヤギ・シヤーンは城からの逃走中に倒れて死亡、息子シャムスがなおも山頂の砦に立て篭もって戦った。十字軍将兵が勝利に酔ったのもつかの間、数日後にはやっとアンティオキアに到着したケルボガらの援軍に逆に包囲され、城内から出られなくなってしまった。しかし、ケルボガらの援軍の士気は低かった。ダマスカス王ドゥカークが途中で軍を合流させたものの、ケルボガがアンティオキア解放後にシリアで大きな顔をすることを恐れていたので、ケルボガの兵隊に彼の悪口を流したためだった。
この時、一人の無名の修道士ペトルス・バルトロメオが3日間の断食苦行で、地下から十字架上のキリストを刺し貫いた聖槍を発見したと言いだした。教皇使節アデマールらは笑止千万な話だと考えていたが、多くの将兵はこれこそイスラム教徒に対する勝利の前触れだと信じた。十字軍将兵の士気は高まり、6月28日に城外に打って出た。ケルボガは城門から出る兵を個別撃破せず、後続の兵がまた城内へ戻らぬよう、全軍が出たあと一気に片をつけようとした。しかし、士気の低いダマスカス王ドゥカークらは次々に逃亡したため連合軍は崩壊した。当ての外れたケルボガが戦わず退却するところを十字軍は逃さず追撃し、勝利を収めた。
エデッサとアンティオキアの占領と略奪によって十字軍の欲求が満たされ、熱狂的な宗教的情熱をもつ諸侯や庶民・騎士を除き、多くの諸侯や将兵がエルサレムへの関心を見失い始めた。
ここに至ってボエモンは、皇帝アレクシオスが十字軍部隊にあまり援助していないのだから、（占領した都市はすべて皇帝に引き渡すという）誓いは無効であると主張しはじめた。ボエモンはアンティオキアを我が物にしようとしていたのである。十字軍の指導者層はボエモンの主張に紛糾したため進軍は止まった。さらに疫病（おそらくチフス）の流行が軍勢を襲い、多くの兵や馬が命を落とした。疫病の犠牲者の中には教皇使節アデマールも含まれていた。諸侯は夏の行軍を避け冬を待ったが、軍勢は統一した指揮系統を失いシリアにとどまったまま行き場を失った状態で、住民も略奪に抵抗した。1098年の末には、シリアの都市マアッラ攻略の際、十字軍兵士達が市民を鍋で煮殺し串で焼き殺すという人肉食事件が起こる（マアッラ攻囲戦）。こうした迷走に、11月には諸侯らのアンティオキアでの会議に対して、巡礼者らがエルサレム行きを求めて突き上げを行う事件も起きた。1099年1月になってようやくトゥールーズ伯レーモンを中心にして指揮系統が回復、アンティオキアの私有化を主張するボエモンを後に残して軍勢はエルサレムに向かった。ボエモンはアンティオキア公国建国を宣言、アンティオキア公ボエモン1世となる。

### エルサレム包囲

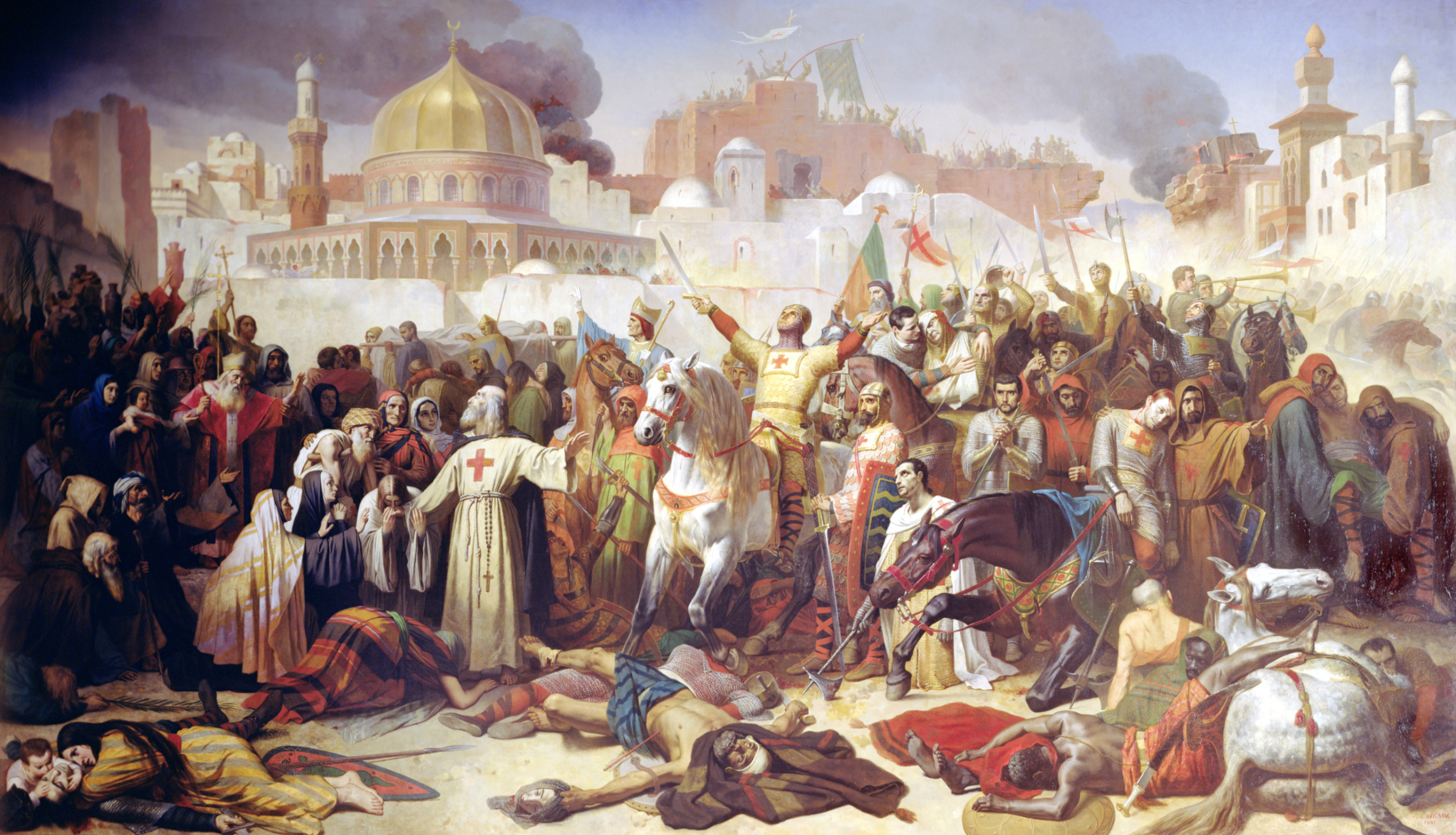
エルサレムの戦い

中近東地域に入った十字軍はエルサレムを目指して南下した。トゥールーズ伯率いる主力部隊はオロンテス川沿いにシリア内陸を進み、エルサレム行きを渋るボエモン軍が出立するのをアルカで待ち、そこから山を越え地中海沿岸に出てレバノン海岸を進んだ。ゴドフロワ、ウスタシュ、ボードゥアンらはトゥールーズ伯に従うのを好まず、アルカからさらに内陸をヨルダン川渓谷へと進み、エルサレムで合流する。途中で組織的な抵抗はほとんどなかった。というのも、それまでに十字軍が通過した町や村で行った略奪や虐殺の凄まじさを聞き、セルジュークやアラビアの有力者たちは、抵抗するよりも十字軍に宝物・食料・馬など物資や道案内を供出して、徹底的な破壊を避けることを選んだからであった。東地中海有数の富裕な港、トリポリはその富のため略奪の標的となったが、トリポリ領の都市アルカの攻略に向かった十字軍は住民の必死の抵抗で手間取り攻略を諦めたため、トリポリは多数の貢物を奪われる程度で十字軍の蹂躙に遭わずに済んだ。
エジプトのファーティマ朝はアンティオキア攻略中の十字軍に宰相アル・アフダルは使者を送り、シリアの南北分割統治を提案したものの、十字軍はあくまでエルサレムの占領に拘り、同盟も不可侵条約も成り立たなかった。その後の交渉も十字軍側はすべて拒絶、エルサレムの占領を目指して、ファーティマ朝の国境を越えた。ファーティマ朝領内の港湾都市、サイダ（シドン）は抵抗して近郊の農地を略奪されたが、ベイルートやティール、アッカなどは十字軍の脅迫に屈して案内人を送り、途中の農村の住民は十字軍を避けて逃亡し敢えて抵抗はしなかった。ファーティマ朝は、つい1年前にアンティオキア陥落後のセルジュークの弱体化に乗じてエルサレムを奪ったことを後悔し始めた。こうして1099年6月7日、十字軍はエルサレム郊外に布陣した。
十字軍はエルサレムの包囲を行い、攻城櫓を建設し城壁を乗り越えようとした。しかしファーティマ朝の司令官イフティハール・アル・ダウラ（Iftikhar ad-Daula）は石油や硫黄を使った攻撃で、兵を満載した攻城櫓に火を放って城を守り、一方の十字軍側は満足な食料の補給もなかったため、死者の数は増える一方となった。しかも本国から宰相アル・アフダルらのファーティマ軍が迫っており、不十分な軍勢でエルサレム攻略は不可能かと思われた。その時、従軍していたペトルス・デジデリウスという司祭が、断食した上に裸足で9日間エルサレムの周りを回ればエルサレムの城壁は崩壊するという幻を見た、と主張し始めた。それは旧約聖書のエリコの陥落の故事を踏まえた発言であった。1099年7月8日、デジデリウスの後に従い、将兵たちはエルサレムの周りを回り始めた。7日目の7月15日、一同は城壁の弱点を発見してそこを打ち壊し、城内に入ることに成功した。城内での殺戮のさなか、イフティハールは砦の上で抗戦していたが、レーモン・ド・サン・ジルの勧告を受け入れて降伏した。
一方、城内に入った軍勢はエルサレム市民の虐殺を行い、イスラム教徒、ユダヤ教徒のみならず東方正教会や東方諸教会のキリスト教徒まで殺害した。ユダヤ教徒はシナゴーグに集まったが、十字軍は入り口を塞ぎ火を放って焼き殺した。多くのイスラム教徒はソロモン王の神殿跡（現在のアル＝アクサー・モスク）に逃れたが、十字軍の軍勢は執拗に虐殺を行いそのほとんどを殺害している。著者不明の十字軍の従軍記「ゲスタ・フランコルム」によると虐殺の結果、「血がひざの高さに達するほどになった」と書いている。
十字軍による市民の虐殺が一段落すると、軍勢の指導者となっていたゴドフロワ・ド・ブイヨンは「エルサレム公」または「アドヴォカトゥス・サンクティ・セプルクリ」（聖墳墓の守護者）と名乗った。これはゴドフロワが、王であるキリストが命を落とした場所の王になることを恐れ多いと拒んだからとも、他の諸侯の反感を恐れたからとも言われている。正教会（ギリシャ正教）、非カルケドン派（アルメニア使徒教会、コプト正教会など）各教派のエルサレム総主教たちは追放され、カトリックの総大司教が立てられた。キリストが架けられた「聖十字架」など聖遺物も、司祭達を拷問して手に入れた。
ゴドフロワはその後、エルサレム手前でとどまっていた宰相アル・アフダルらのファーティマ朝の軍勢をアスカロンの戦いで急襲し破った。以後エルサレムを拠点にパレスチナやシリア各地を襲ったが、1100年にエルサレムでこの世を去った。弟のエデッサ伯ボードゥアン（ボードゥアン1世）が後を継いで「エルサレム王」を名乗り、十字軍国家「エルサレム王国」が誕生した。

### 1101年の十字軍と十字軍国家の樹立
エルサレムの占領と聖墳墓（キリストの墓）の奪回によって、十字軍は当初の目的を達成した。一報が西欧に伝わると、途中で脱落して帰国した騎士や、未参加の騎士は激しい非難と嘲笑にさらされ、聖職者による破門さえほのめかされた。一方、エルサレムを占領した将兵も大部分は沢山の財産を得て帰国した。シャルトルのフルシェルによれば、1100年のエルサレム王国には数百名（2000名）の兵力しか残っていなかったという。また、1100年にアナトリアで再度メリテネ（マラティア）を攻めていたダニシュメンド王を討とうとしたアンティオキア公ボエモン1世は、メリテネの戦いで逆にダニシュメンドの捕虜となる。十字軍は手薄な状態だったが、イスラム勢力も内輪もめに終始していたので、地盤を固める時間はあった。アンティオキア公国の後継者はボエモン1世の甥で、亡きゴドフロワの下で戦ったタンクレードが就いた。
1101年に入ると、西欧において（途中で脱落した）ブロワ伯エティエンヌやユーグ・ド・ヴェルマンドワによって、新たな軍勢が組織され、他の諸侯との不仲でコンスタンティノープルにいたレーモン・ド・サンジルと合流し、雑兵や民兵を含め10万人近い軍勢が再びエルサレムを目指した。これを1101年の十字軍ともいう。軍勢はアナトリアでアンカラを陥落させたが、捕虜のアンティオキア公ボエモン1世救援に向かった先で、クルチ・アルスラーン1世とダニシュメンドのセルジューク連合軍に散々に打ち破られ壊滅した。生き延びてシリアに達した者はトリポリの港の攻撃に取り掛かった。
トリポリ領主はシリア・セルジューク朝系のダマスカス王ドゥカークと組んで十字軍騎兵を撃退しようとしたが、ドゥカークは以前エルサレムに向かうエデッサ伯ボードゥアンを討つ際に、トリポリ領主がボードゥアンへ密通したため失敗した恨みを忘れていなかった。ドゥカークの軍は十字軍を見て退却、残されたトリポリ軍は大敗した。こうしてレーモン・ド・サンジルは、後々まで十字軍の上陸拠点となるトリポリ伯国を建てた。エルサレムに到着した騎士と兵は、エルサレム王国の守りを固めることになった。やがてイタリアの商人層がシリアの諸港に来航して物資を補給し始め、テンプル騎士団、病院騎士団（聖ヨハネ騎士団）といった騎士修道会が組織されて、エルサレム王国を防衛することになった。

## 第1回十字軍の成功後

十字軍国家（1135年）

第1回十字軍は、エルサレム王国、アンティオキア公国、エデッサ伯国、トリポリ伯国の十字軍国家と呼ばれる国家群をパレスティナとシリアに成立させ、巡礼の保護と聖墳墓の守護という宗教的目的を達成した。第1回十字軍が成功したことは、誰にとっても予想外な出来事だった。君主層は西欧の安定によって失われていた武力の矛先を富み栄えた東方に見出し、占領地から得た略奪品によって遠征軍は富を得ることができた。また、十字軍国家の防衛やこれらの国々との交易で大きな役割を果たしたのはジェノヴァ共和国やヴェネツィア共和国といった北イタリアの都市国家である。これらイタリア諸都市は占領地との交易を行い、東西交易（レヴァント貿易）で大いに利益を得た。
エルサレムから西欧に帰ってきた将兵たちは、英雄視された。フランドルのロベール2世はエルサレムにちなんで「ヒエロソリュマタヌス」と呼ばれた。ゴドフロワ・ド・ブイヨンの生涯は死後数年を経たずして伝説となり武勲詩などに歌われた。一方、十字軍将兵の不在はその間の西欧情勢に変動をもたらした。例えば、ノルマンディー地方は領主ロベール・カルトゥース（ノルマンディー公ロベール）不在の間に弟ヘンリー1世の手に渡っていた。帰還した兄は弟と争い、1106年にはタンシュブレーの戦いが起きた。
また、東ローマ帝国は十字軍国家が建国されたことで、イスラム諸国からの圧迫はなくなったが、今度は十字軍国家と対立することになった。
正教会とカトリックの和解が十字軍を唱えたカトリック教会指導者側の当初の動機の一つだったにもかかわらず、両者の溝は十字軍により深刻化した。両教会はそれまで、教義上は分裂しつつも名目の上では一体であり、互いの既存権益を尊重しつつ完全な決裂には至っていなかったが、十字軍が正教会のエルサレム総主教を追放し、カトリックの総大司教を置いたことで、この微妙な関係は崩れ断絶が深まった。この緊張はコンスタンティノープルが徹底的に略奪される第4回十字軍において頂点に達することになる。
イスラム諸国は依然として内紛をやめず、争いに十字軍国家を利用するため、これらと同盟を結んだ。このあとイスラム勢力の軍もいくつかの戦いで十字軍を破ったが、積極的な反十字軍を企図する者は現れなかった。イスラム国家が西からのキリスト教徒を放逐するのは、12世紀中葉のザンギー朝のヌールッディーンとアイユーブ朝のサラーフッディーンの時代になる。

### 十字軍としての意識
当時は十字軍という呼び名は無く、単に「十字をつけた者」と呼ばれた。「十字軍」という言葉が最初に現れるのは第1回十字軍の100年ほど後である。彼らは、聖地を奪回するという名目以外に、免償（罪の償いの免除）を求めてエルサレムへ向かう「巡礼者」（ペレグリナトーレス）という意味もあった。

### 十字軍運動の魅力の秘密
もともと十字軍は一部の騎士に対する呼びかけであったが、やがて膨大な人数を動員して移民活動のような状況を呈することになった。十字軍への呼びかけというのは当時のカトリック教徒にとって魅力のある言葉だったのである。東方のビザンツ帝国やイスラム諸国がもたらす発達した文化や洗練された工芸品や文物、富は西欧の人々を魅了していたのである。下級騎士は封建制度の息苦しさと貧困から逃れようとし、農民や職人も貧しく困難な日常から逃れたいという気持ちを持ち、東方には豊かで文明的ではあるが柔弱な世界が広がっていた。西ヨーロッパ中世におけるキリスト教徒の2つの生き方、聖なる戦士と巡礼者が一つに結びついたのである。戦闘に参加した者に免償が与えられる、あるいは戦闘で死んだ者が殉教者となりうるというのは、十字軍運動の中で初めて生まれた概念であった。そして十字軍に参加することで与えられる免償は、エルサレムへ詣でるという巡礼者としての免償と、キリスト教戦士として戦うという免償の二重の意味があるため、どちらにせよ免償を受けられるというのが魅力であった。このように宗教的なものから、世俗的なものまで、さまざまな動機によって十字軍運動に身を投じたのである。

### 霊性と世俗の間
十字軍の主要な従軍者は貴族でも相続権を持たない子弟か、また貧しい下級騎士が一山あてようと財産目当てで志願したものであった。一方では十字軍運動に参加した当時の人々にとって重要なのは、地上の富だけでなく霊的（精神的）な富であったとの考えもある。一般的には十字軍士を駆り立てたものは、宗教的情熱、名誉欲、冒険、領土・財産欲の組み合わせであり、その比重は人と時代により違う。
数ある研究の一つは、宗教的情熱は従来想像された以上に強かったのではないかと述べている。ケンブリッジ大学の歴史学者ジョナサン・ライリー・スミスは自身の研究によって、十字軍への参加が出発時にそれなりの出費を強いるものであったことを明らかにしている。中心的な存在であった諸侯層、ヴェルマンドゥワのユーグやノルマンディー公ロベール、トゥールーズ伯レーモン・ド・サンジルなどは資産を売り払って十字軍の編成費用を捻出している。
現世的な富よりも宗教的な情熱が騎士を動かしたことの証左として、ゴドフロワ・ド・ブイヨンと弟のブルゴーニュ伯ボードゥアンが、かつて教会と争ったことの償いとして、自らの土地を教会に寄進して出発したことが挙げられる。もっともその寄進記録は聖職者が書いたもので、ゴドフロワ自身が書いたものではないため、信仰深い騎士として美化している部分はあるが、2人の財産が教会所有となったのは確かである。